# Margarita de Villehardouin
Margarita de Villehardouin (en griego: Μαργαρίτα Βιλλεαρδουίνου; 1266-febrero/marzo de 1315) fue la hija de Guillermo II de Villehardouin, príncipe de Acaya, y de su tercera esposa Ana Comnena Ducaina.

## Biografía
Hacia 1276, su padre le concedió dos tercios (16 feudos de caballeros) de la Baronía de Akova. Después de la muerte de Guillermo II en 1278, como no tenía hijos, según el Tratado de Viterbo, el título principesco pasó al rey de Sicilia, Carlos de Anjou, suegro de Isabel, hermana mayor de Margarita. Su madre Ana conservó solamente el dominio patrimonial de los Villehardouin, la Baronía de Kalamata y la fortaleza de Chlemoutsi, pero se vio obligada a cederlos en 1282 a cambio de tierras en otras partes de Mesenia. Margarita permaneció bajo la tutela de su madre hasta la muerte de Ana el 4 de enero de 1286.
En 1304, reclamó a su cuñado, el príncipe Felipe de Saboya, una quinta parte del Principado de Acaya, pero fue rechazada. Margarita repitió su reclamo, esta vez para todo el principado, tras la muerte de su hermana en 1312. El reclamo de Margarita se basó en su interpretación del Tratado de Viterbo, que estipulaba la creación de tal feudo, pero únicamente para un descendiente masculino de Guillermo II. Un documento posterior fechado en 1344 también afirma que Guillermo había incluido en su testamento la estipulación de que Margarita heredaría a su hermana, si esta última moría sin hijos, pero Isabel tenía dos hijas. Además, cuando Carlos de Anjou entregó el principado a Isabel en 1289, limitó explícitamente sus herederos a sus propios descendientes. Como comentó el académico Jean Longnon, sus derechos sobre Acaya eran «más que dudosos», y sus afirmaciones fueron nuevamente ignoradas por el soberano del principado, Felipe de Tarento, su sobrina Matilde de Henao y su marido, Luis de Borgoña.
Con el fin de obtener apoyo para sus reclamos, en febrero de 1314 Margarita visitó Sicilia para casar a su única hija, Isabel de Sabran, con el infante Fernando de Mallorca, quien, como príncipe sin tierras, estaba ansioso por reclamar el título principesco de Acaya. Fernando se enamoró rápidamente de Isabel, descrita por el cronista catalán Ramón Muntaner como «la criatura más hermosa que se podría contemplar» y «la dama más sabia del mundo», y la boda se celebró en Mesina el 14 de febrero de 1314 con gran pompa. Margarita pasó sus títulos y reclamos sobre ellos, y regresó a Acaya en el verano de 1314, donde fue encarcelada por el bailío angevino Nicolás el Moro en el castillo de Clemutsi, donde murió en febrero o marzo de 1315. Fernando invadió Acaya e intentó reclamar el Principado de manos de Luis de Borgoña, pero a pesar del éxito inicial cayó en la batalla de Manolada en julio de 1316, y los restos del ejército mallorquín se retiraron poco después.

## Matrimonio y descendencia
Se casó por primera vez en septiembre de 1294 con Isnard de Sabran y tuvo una hija, Isabel de Sabran, que se casó con Fernando de Mallorca, hijo de Jaime II de Mallorca. Isnard murió en 1297. Su segundo matrimonio fue con Ricardo I Orsini, conde palatino de Cefalonia y Zante, en 1299. La pareja tuvo una hija de nombre desconocido que murió cuando era niña.